# 21 cm Mörser 10
El 21 cm Mörser 10 (21 cm Mrs 10) fue un obús pesado usado por Alemania en la Primera Guerra Mundial. Reemplazó al obsoleto 21 cm Mörser 99 que carecía de sistema de retroceso. Para su transporte se dividía en dos partes. Algunos obuses fueron equipados con un cañón de campaña durante la guerra. Como estaba destinado a usarse en los sitios, también se usaron proyectiles perforantes anti-concreto. En forma poco común, tenía dos palas, una fija al final de la cuna, y otra al medio de ésta, plegable hacia abajo.
Al inicio de la guerra, se encontraban en servicio 216 piezas. Fueron reemplazados por el 21 cm Mörser 16 también conocido como langer 21 cm Mörser debido a que era algo más liviano que el 21 cm Mrs 10 pero tenía un cañón más largo para un mayor alcance y otros refinamientos.
Las especificaciones de esta arma difieren según las fuentes, y se contradicen unas con otras, por lo que no pueden tomarse en consideración.